# Tomišelj
Tomišelj – wieś w Słowenii, w gminie Ig. W 2018 roku liczyła 383 mieszkańców.